# Safeway Classic 2009
Safeway Classic 2009 – 38. edycja kobiecego golfowego turnieju Safeway Classic, która odbyła się w dniach 28-30 sierpnia 2009 na polu golfowym Ghost Creek klubu Pumpkin Ridge Golf Club w North Plains, Oregon, USA.
Dla zawodniczek przeznaczono nagrody z łącznej puli 1,7 mln USD, z czego 255 tys. przewidziano dla triumfatorki zawodów. Obrończynią zdobytego w 2008 tytułu była Amerykanka Cristie Kerr. Edycję 2009 wygrała debiutująca tego sezonu Koreanka M.J. Hur, pokonując po dogrywce Suzann Pettersen i Michele Redman.

## Karta pola
| Dołek   | Dołek | 1   | 2   | 3   | 4   | 5   | 6   | 7   | 8   | 9   | Out  | 10  | 11  | 12  | 13  | 14  | 15  | 16  | 17  | 18  | In   | Suma |
| ------- | ----- | --- | --- | --- | --- | --- | --- | --- | --- | --- | ---- | --- | --- | --- | --- | --- | --- | --- | --- | --- | ---- | ---- |
| Par     | Par   | 4   | 4   | 3   | 5   | 3   | 4   | 4   | 5   | 5   | 37   | 5   | 3   | 4   | 4   | 3   | 5   | 3   | 4   | 4   | 35   | 72   |
| Długość | yd    | 399 | 398 | 163 | 522 | 184 | 371 | 409 | 507 | 474 | 3427 | 495 | 175 | 414 | 386 | 205 | 540 | 139 | 334 | 431 | 3119 | 6546 |
| Długość | m     | 365 | 364 | 149 | 477 | 168 | 339 | 374 | 464 | 433 | 3134 | 453 | 160 | 379 | 353 | 187 | 494 | 127 | 305 | 394 | 2852 | 5986 |

## Uczestniczki
W turnieju przewidziano miejsce dla 144 zawodniczek. Wśród nich znalazły się dwie kwalifikantki: Ayaka Kaneko i Taylore Karle, z wynikiem odpowiednio 72 i 73. Z zaproszeń sponsorkich skorzystały Amy Eneroth i Samantha Richdale.
Z turnieju wycofały się dwie uczestniczki zakończonego tydzień wcześniej Solheim Cup – Amerykanki Paula Creamer i Juli Inkster.

## Przebieg

### Dzień 1.
Prowadzenie po pierwszej rundzie objęła prawie 36-letnia Amerykanka Beth Bader, która zagrała 18 dołków w 64 uderzeniach (-8). Dla Bader, która od swojego debiutu na LPGA Tour w 2001 jeszcze nie wygrała na nim turnieju była to runda o jedno uderzenie słabsza od życiowego rekordu z 2003 roku. Na jej piątkowy wynik złożyły się jeden bogey i dziewięć birdie.
Jedno uderzenie za liderką znalazły się dwie zawodniczki: aktualna mistrzyni LPGA Championship i reprezentantka Europy z Solheim Cup Anna Nordqvist ze Szwecji oraz Koreanka Lee Seon-hwa – obie zagrały po siedem birdie. Dla pierwszej z nich wynik 65 uderzeń jest nowym rekordem w krótkiej karierze na LPGA Tour.
Broniąca tytułu Cristie Kerr zagrała wynik 69 uderzeń, w tym bogey na ostatnim dołku, i zajęła po pierwszej rundzie 18. miejsce ex aequo.
Pierwszego dnia zanotowano jedno hole in one, które zagrała na 5 dołku z odległości 168 metrów Australijka Karrie Webb – jest to jej czwarty as w karierze.
W trakcie rundy przez około godzinę padał lekki deszcz, jednak gra nie została przerwana.
Średni wynik zagrany w piątek to 73,08 uderzenia. Najłatwiejszym i najtrudniejszym dołkiem okazały się odpowiednio 9. i 18., ze średnią 4,69 i 4,45 uderzenia.
| Miejsce | Zawodniczka        | Rundy | Wynik |
| ------- | ------------------ | ----- | ----- |
| 1       | Beth Bader         | 64    | -8    |
| 2=      | Anna Nordqvist     | 65    | -7    |
| 2=      | Lee Seon-hwa       | 65    | -7    |
| 4=      | Janice Moodie      | 66    | -6    |
| 4=      | Angela Stanford    | 66    | -6    |
| 4=      | Stacy Prammanasudh | 66    | -6    |
| 4=      | Candie Kung        | 66    | -6    |

| Dołek   | 1    | 2    | 3    | 4    | 5    | 6    | 7    | 8    | 9    | 10   | 11   | 12   | 13   | 14   | 15   | 16   | 17   | 18   | Suma  |
| ------- | ---- | ---- | ---- | ---- | ---- | ---- | ---- | ---- | ---- | ---- | ---- | ---- | ---- | ---- | ---- | ---- | ---- | ---- | ----- |
| Par     | 4    | 4    | 3    | 5    | 3    | 4    | 4    | 5    | 5    | 5    | 3    | 4    | 4    | 3    | 5    | 3    | 4    | 4    | 72    |
| Średnia | 4,06 | 4,17 | 2,99 | 4,99 | 3,05 | 4,03 | 4,19 | 4,92 | 4,69 | 4,71 | 3,36 | 4,09 | 4,14 | 3,08 | 5,04 | 2,85 | 4,26 | 4,45 | 73,08 |

### Dzień 2.
Po drugim dniu, przerywanym silnymi opadami deszczu, na czoło stawki przesunęła się Szwedka Anna Nordqvist. Pięć birdie i dwa bogeye dały jej wynik 69 i uderzenie przewagi nad resztą stawki.
Drugie miejsce po dwóch dniach okupowały Japonka Ai Miyazato oraz wiceliderka z poprzedniej rundy Lee Seon-hwa, które zagrały odpowiednio rundę 70 i 68 uderzeń. Miyazato miesiąc wcześniej wywalczyła swój pierwszy tytuł na LPGA Tour w turnieju Evian Masters. O jedno uderzenie straty więcej mają kolejne dwie zawodniczki: Michel Redman (USA) i Norweżka Suzann Pettersen.
Dotychczasowa liderka Beth Bader zagrała wynik 73 i spadła na 6. miejsce ex aequo. Cristie Kerr zajmuje uplasowała się dwa uderzenia gorzej na 16. miejscu.
Cut ustawiono na poziomie even par i nie przeszły go m.in. Kim In-kyung, Catriona Matthew, Laura, Davies, Nicole Castrale, Oh Ji-young, Brittany Lincicome, Helen Alfredsson oraz Karrie Webb.
W turnieju nie biorą już udziału również Amerykanka Jane Park oraz utytułowana Koreanka Pak Se-ri, które się wycofały.
Podczas sobotniej rundy Koreanka Kim Song-hee zagrała pierwsze hole in one w karierze na LPGA Tour – trafiła do dołka nr 3. z odległości 137 metrów.
| Miejsce | Zawodniczka      | Rundy     | Wynik |
| ------- | ---------------- | --------- | ----- |
| 1       | Anna Nordqvist   | 64-69=134 | -10   |
| 2=      | Lee Seon-hwa     | 65-70=135 | -9    |
| 2=      | Ai Miyazato      | 67-68=135 | -9    |
| 4=      | Michele Redman   | 67-69=136 | -8    |
| 4=      | Suzann Pettersen | 68-68=136 | -8    |

| Dołek   | 1    | 2    | 3    | 4    | 5    | 6    | 7    | 8    | 9    | 10   | 11   | 12   | 13   | 14   | 15   | 16   | 17   | 18   | Suma  |
| ------- | ---- | ---- | ---- | ---- | ---- | ---- | ---- | ---- | ---- | ---- | ---- | ---- | ---- | ---- | ---- | ---- | ---- | ---- | ----- |
| Par     | 4    | 4    | 3    | 5    | 3    | 4    | 4    | 5    | 5    | 5    | 3    | 4    | 4    | 3    | 5    | 3    | 4    | 4    | 72    |
| Średnia | 4,10 | 4,03 | 2,90 | 4,93 | 3,00 | 4,03 | 4,10 | 4,73 | 4,70 | 4,73 | 3,24 | 4,24 | 4,13 | 3,11 | 4,71 | 3,03 | 4,08 | 4,28 | 72,07 |

### Dzień 3. (finał)
Dla prowadzącej po dwóch dniach Nordqvist ostatnia runda rozpoczęła się od birdie. Zaraz na następnym dołku straciła jednak zarobione uderzenie robiąc bogeya. Każdy z pozostałych 16 dołków zagrała na par osiągając łączny wynik rundy 72 – za mało żeby myśleć o zwycięstwie w sytuacji gdy rywalki grały zdecydowanie lepiej. Ostatecznie Nordqvist zajęła samodzielne siódme miejsce.
W międzyczasie grająca przed Nordqvist Suzann Pettersen zrobiła dwa birdie na pierwszych trzech dołkach i została wiceliderką z wynikiem -10. Kolejne uderzenie Pettersen zarobiła na piątym dołku. Przez moment na czoło stawki wysunęła się Christina Kim, która po tym jak na dołku nr 10 zagrała eagle'a zeszła z wynikiem do -12. Już na następnym dołku oddała prowadzenie, którego nie odzyskała do końca rundy. Tymczasem Pettersen od dziewiątego dołka zrobiła cztery birdie z rzędu wysuwając się na prowadzenie z wynikiem -15 i przewagą trzech uderzeń. Jej najbliższymi rywalkami były w tym momencie Amerykanka Michele Redman (od ósmego dołka miała wynik -12) oraz M.J. Hur z Korei Południowej, której seria czterech birdie i eagle na dołkach 8-12 również dały wynik -12. Hur zrobiła wkrótce kolejne birdie na 14. i zbliżyła się na dwa uderzenia do Pettersen. Jednak prowadząca Norweżka niedługo potem popełniła dwa błędy, które spowodowały, że oddała prowadzenie Koreance – na dołkach 14 i 15 Pettersen zrobiła bogeya i double bogeya psując wynik na -12. Hur zagrała do końca na par i kończąc przed Pettersen i Redman została oficjalną liderką. Redman i Pettersen wyrównały jej wynik dopiero na swoim przedostatnim dołku. Redman na 18. miała szansę na wygranie turnieju, ale chybiła putt na birdie. Z kolei Pettersen uratowała para na osiemnastce – na początku uderzyła drive mocno na prawo od fairwaya a jej piłka wpadła do strumienia ale szczęśliwie odbiła się od kamieni wyskakując z niego w stronę przeciwną do dołka i wpadła do roughu. Stamtąd Pettersen zagrała lay-up na fairway po czym wykonała bardzo dobre uderzenie wedgem 3 metry od flagi. Stamtąd trafiła putta na para.
W tej sytuacji o tytule musiała rozstrzygnąć dogrywka pomiędzy Hur, Pettersen i Redman. Pierwszym dołkiem dogrywki była osiemnastka. Tutaj wszystkie zawodniczki zagrały drive na fairway, jednak na greenie po drugim uderzeniu były tylko Redman i Pettersen, odpowiednio 7,5 i 3 metry od flagi.
Piłka Hur po chipie z roughu zatrzymała się 1,5 metra od dołka, skąd Koreanka uratowała para. Redman z kolei miała putta na para z odległości mniejszej niż metr ale chybiła i odpadła z dogrywki tracąc szansę na wygraną. Putt Pettersen na birdie i zwycięstwo również był niecelny i musiała się zadowolić parem. Na kolejnym dołku dogrywki – krótkim par 4 siedemnastce – Hur uderzyła drive na lewo od greenu w rough, podczas gdy Pettersen posłała piłkę mocno na prawo od greenu w rough szczęśliwie nie tracąc jej w strumieniu okalającym dołek z prawej strony. Pitch Norweżki ponad wodą wylądował na greenie 6 metrów za dołkiem skąd nie trafiła putta na birdie. Z kolei Hur uderzyła swoją piłkę na 2 metry od flagi skąd trafiła birdie na zwycięstwo.
Ostatniego dnia widzowie śledzący turniej znowu mieli okazję zobaczyć hole-in-one – tym razem w wykonaniu Pornanong Phatlum: debiutantka z Tajlandii trafiła jednym uderzeniem do dołka nr 16 z odległości 118 metrów.
| Miejsce | Zawodniczka      | Rundy        | Wynik |
| ------- | ---------------- | ------------ | ----- |
| 1       | M.J. Hur         | 69-69-65=203 | -13   |
| 2=      | Suzann Pettersen | 68-68-67=203 | -13   |
| 2=      | Michele Redman   | 67-69-67=203 | -13   |
| 4=      | Michelle Wie     | 68-71-66=205 | -11   |
| 4=      | Ai Miyazato      | 67-68-70=205 | -11   |
| 4=      | Lee Seon-hwa     | 65-70-70=205 | -11   |

| Dołek   | 1    | 2    | 3    | 4    | 5    | 6    | 7    | 8    | 9    | 10   | 11   | 12   | 13   | 14   | 15   | 16   | 17   | 18   | Suma  |
| ------- | ---- | ---- | ---- | ---- | ---- | ---- | ---- | ---- | ---- | ---- | ---- | ---- | ---- | ---- | ---- | ---- | ---- | ---- | ----- |
| Par     | 4    | 4    | 3    | 5    | 3    | 4    | 4    | 5    | 5    | 5    | 3    | 4    | 4    | 3    | 5    | 3    | 4    | 4    | 72    |
| Średnia | 3,99 | 4,23 | 2,93 | 4,90 | 2,96 | 3,99 | 4,16 | 4,69 | 4,77 | 4,77 | 3,26 | 4,04 | 4,00 | 3,06 | 4,90 | 2,71 | 3,70 | 4,33 | 71,37 |